# Plagiomnium confertidens
Plagiomnium confertidens là một loài Rêu trong họ Mniaceae. Loài này được (Lindb. & Arnell) T.J. Kop. mô tả khoa học đầu tiên năm 1968.